# Oshare Kei
Als Oshare-Kei (japanisch お洒落系, zu deutsch wörtlich: „modebewusste Strömung“) bezeichnet man eine Unterart des Visual Kei (Visual: engl. visuell, Kei: jap. Strömung). Bands, die sich des Oshare-Stils bedienen, orientieren sich musikalisch oft an einer Mischung aus J-Pop und J-Rock. Der Stil selbst entwickelte sich etwa um 2001 in Japan. Als Pionier dieser Unterart gilt die mittlerweile aufgelöste Band baroque.
Es sei jedoch gesagt, dass es sich wie auch beim Visual Kei nicht um eine Musikrichtung handelt – dies wird in der Fangemeinde nicht selten durcheinandergebracht.

## Erkennungsmerkmale
Meist fallen Bands aus diesen Genre durch ihr buntes und fröhliches Auftreten auf (z. B. An
Cafe, baroque). Die Musik dieser Bands weist in den meisten Fällen auch einen heiteren, leicht punkigen Klang auf. Die Liedtexte befassen sich häufig mit dem Thema Liebe, hin und wieder aber auch mit ernsteren Sachen, die trotzdem im oshare-typischen Klang verpackt werden.
Das Aussehen der Oshare-Kei-Bands gleicht im Ungefähren dem Aussehen der Visual-Kei-Bands, mit dem Unterschied, dass sie eine breitere, hellere Farbpalette in ihren Outfits einbringen und weniger dunkles Make-Up verwenden, sondern häufig viele verschiedene Farben.
In westlichen Ländern wird oft angenommen, Mitglieder einer Oshare-Kei-Band seien homosexuell oder transgender, wegen jenes feminin anmutenden Stils. Meist versuchen diese Bands sich nur vom häufig düsteren Stil der Visual-Kei-Bands abzuheben, wobei diese seit dem Auftreten des Oshare Kei weniger extreme Outfits tragen; somit verschwimmen oft schon die Grenzen zwischen Oshare und dem altbekannten Visual Kei.
Der bunte, helle Kleidungsstil bedient sich der japanischen „street fashion“; das bedeutet, dass es sich hierbei oft um Outfits handelt, die nicht selten in Tokios Stadtteilen wie z. B. Harajuku von modebewussten Leuten getragen werden. Viele Bands haben angefangen, mehr leuchtende Farben für ihre Bühnenoutfits und einen fröhlicheren, poppigeren Musikstil ins eigene Repertoire zu übernehmen. Darunter fallen auch Bands wie Ayabie und Charlotte.